# Alikhanlu
Alikhanlu (en persan : علي خانلو, également romanisé en ‘Alīkhānlū) est un village de la province de l'Azerbaïdjan de l'Est, en Iran. Il est rattaché à la préfecture de Khoda Afarin.
Lors du recensement de 2006, le village compte 208 habitants, répartis en 36 familles.